# Reichsstraße 372
Die Reichsstraße 372 (R 372) war bis 1945 eine Reichsstraße des Deutschen Reichs, die vollständig auf 1939 annektiertem, bis dahin tschechoslowakischem Gebiet (Protektorat Böhmen und Mähren) verlief. Die Straße begann in südlich von Veselí nad Lužnicí (Wesseli an der Lainsitz) an der damaligen Reichsstraße 170 und verlief in südwestlicher Richtung auf der Trasse der heutigen Silnice I/3 nach Budweis (České Budějovice), wo sie auf die damalige Reichsstraße 95 traf.
Ihre Gesamtlänge betrug rund 29 Kilometer.